# Catalina Soto
Catalina Anais Soto Campos (Chile; 8 de abril de 2001) es una deportista chilena que compite en ciclismo de ruta y en ciclismo sobre pista, actualmente milita en el Laboral Kutxa, equipo ciclista femenino español de categoría UCI Women's Continental Team, segunda categoría femenina del ciclismo en ruta a nivel mundial.
Ha sido doble medalla de oro en los Juegos Suramericanos de la Juventud de 2017 y participó en los Juegos Olímpicos de Tokio 2020.

## Trayectoria
Catalina participó en los Juegos Suramericanos de la Juventud de 2017, en aquella competición logró la medalla de oro en Ciclismo en pista por la prueba de ómnium. Días de después consiguió la medalla de oro en la competencia de Ciclismo en pista por la categoría de persecución individual.
En su participación en ciclismo de ruta cruzó la meta en el tercer lugar, pero no accedió a la medalla de bronce debido a que el reglamento no permite más de 2 medallistas por país.
En agosto de 2018 consiguió el cuarto lugar en la prueba de ómnium del Mundial de Ciclismo de Pista Junior, consiguiendo 115 puntos en total.
En agosto de 2019 consiguió la medalla de plata en el Mundial Juvenil UCI de ciclismo de pista, siendo la primera ciclista chilena en ganar una medalla en un Mundial Juvenil de Ciclismo en Pista.
En septiembre de 2020 finalizó en lugar 95 en el Campeonato Mundial de Ciclismo en Ruta de 2020. Al final de ese mes fichó por el equipo NXTG Racing.

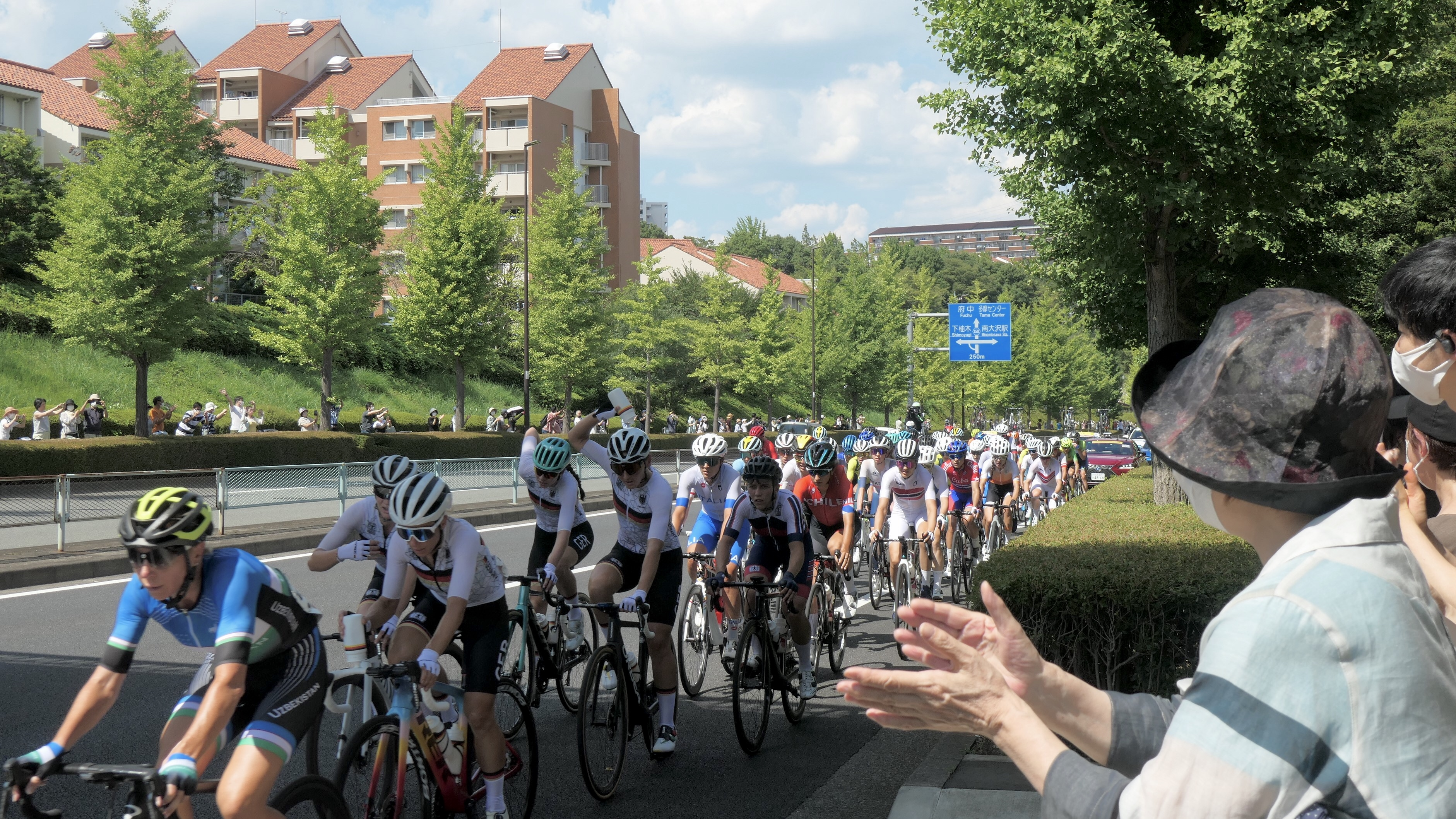
Carrera de ruta de Tokio 2020. Catalina Soto aparece en el margen derecho.

En mayo de 2021 consiguió un cupo para competir en los Juegos Olímpicos de Tokio 2020. En su participación en los Juegos Olímpicos de Tokio 2020, Catalina se fugó del pelotón y estuvo varios kilómetros intentando alcanzar las primeras posiciones, sin embargo, su ritmo comenzó a disminuir y fue alcanzada por el pelotón en el kilómetro 60, después decidió no finalizar la carrera.
En julio de 2025 participa del Tour de Francia Femenino, en el equipo Laboral Kutxa.